# Ashton (South Northamptonshire)
Ashton – wieś w Anglii, w hrabstwie Northamptonshire, w dystrykcie (unitary authority) West Northamptonshire. Leży 11 km na południe od miasta Northampton i 88 km na północny zachód od Londynu. W 2001 miejscowość liczyła 389 mieszkańców.